# Gerard Gabryś
Gerard Leon Gabryś (ur. 20 lutego 1933 w Chorzowie) – polski górnik i polityk, poseł na Sejm PRL IX kadencji. Budowniczy Polski Ludowej.

## Życiorys
Syn Karola i Antoniny. Uzyskał wykształcenie zasadnicze zawodowe w Zasadniczej Szkole Górniczej, od 1951 pracował w Kompanii Węgla Kamiennego „Barbara” w Chorzowie początkowo jako młodszy górnik, awansując kolejno do instruktora strzałowego. Od 1948 do 1956 należał do Związku Młodzieży Polskiej. 10 kwietnia 1964 wstąpił do Polskiej Zjednoczonej Partii Robotniczej. Był członkiem plenum i prezydium Rady Zakładowej PZPR, a następnie II sekretarzem Oddziałowej Organizacji Partyjnej. W latach 1968–1971 był członkiem egzekutywy Komitetu Zakładowego w kopalni „Barbara”. Następnie do 3 lutego 1975 zasiadał w chorzowskim Komitecie Miejskim partii. 12 grudnia 1975 został członkiem Komitetu Centralnego PZPR, a od 10 grudnia 1979 do 26 czerwca 1981 zasiadał także w Komitecie Wojewódzkim partii w Katowicach. Był delegatem na VI (1971), VII (1975) i VIII (1980) Zjazd PZPR. W 1981 (od 29 kwietnia do 20 lipca) był członkiem Biura Politycznego KC PZPR. W lipcu 1981 przestał być członkiem Komitetu Centralnego. Zasiadał w Miejskiej Radzie Narodowej w Chorzowie.
W latach 1985–1989 z ramienia PZPR pełnił mandat posła na Sejm PRL IX kadencji, uzyskując go z listy krajowej. Zasiadał w Komisji Górnictwa i Energetyki, Komisji Obrony Narodowej, Komisji Nadzwyczajnej do rozpatrzenia poselskiego projektu ustawy o konsultacjach społecznych i referendum oraz w Komisji Nadzwyczajnej do rozpatrzenia projektu ustawy Prawo o stowarzyszeniach oraz projektów ustaw dotyczących związków zawodowych.
W 1989 podczas obrad Okrągłego Stołu zasiadał w podstoliku górniczym.

## Odznaczenia
- Order Budowniczych Polski Ludowej (1984)[3]
- Order Sztandaru Pracy I klasy
- Order Sztandaru Pracy II klasy
- Złota Odznaka honorowa „Zasłużony dla górnictwa PRL”[1]